# 竇毅
竇 毅（とう き、519年 - 582年）は、中国の北魏から隋にかけての軍人。字は天武。本貫は扶風郡平陵県。

## 経歴
竇岳（竇熾の兄）の子として生まれた。落ちついた態度と孝行で知られた。532年、員外散騎侍郎を初任とした。高歓が北魏の朝廷を専断したが、竇毅はあくまで孝武帝に従う意志をみせた。
534年、孝武帝が西遷すると、竇毅は帝に従って関中に入り、奉高県子に封ぜられ、符璽郎に任ぜられた。宇文泰の下で従軍して竇泰を討ち、弘農を奪回し、沙苑の戦いに参加して、いずれも功績を挙げた。右将軍・太中大夫の位を受け、爵位は侯に進んだ。持節・撫軍将軍・通直散騎常侍に累進した。553年、車騎大将軍・儀同三司・大都督となり、爵位は安武県公に進んだ。554年、驃騎大将軍・開府儀同三司・大都督となり、永安県公に改封され、幽州刺史として出向した。
557年、北周の孝閔帝が即位すると、爵位は神武郡公に進んだ。563年、長安に召還され、左宮伯となり、小宗伯に転じ、まもなく大将軍に任ぜられた。
565年、宇文純・宇文貴・楊薦らとともに突厥に阿史那皇后を迎えに行った。突厥は北周と北斉とのあいだをはかりにかけ、言を左右にして皇后をとつがせようとしなかった。竇毅は正論を述べ立てて突厥の不実を責めた。568年、皇后を連れて帰国すると、成都県公の別封を受けた。571年、柱国に進んだ。同州刺史として出向した。後に蒲州総管に転じ、さらに金州総管にうつった。580年6月、上柱国の位を加えられた。長安に召還されて、8月に大司馬となった。
581年、隋が建国されると、定州総管に任ぜられた。582年、定州で死去した。享年は64。襄郢等六州刺史の位を追贈され、諡は粛といった。618年、唐が建国されると、司空・荊郢硤夔復沔岳沅澧鄂十州諸軍事・荊州刺史の位が追贈され、杞国公に追封された。

## 妻子

### 妻
- 襄陽長公主（宇文泰の五女）

### 子
- 竇照
- 竇文殊
- 竇賢（後嗣）

### 女
- 太穆竇皇后

## 伝記資料
- 『周書』巻30 列伝第22
- 『北史』巻61 列伝第49